# Michael Schulz (Fußballspieler, 1958)
Michael Schulz (* 6. April 1958 in Rostock) ist ein ehemaliger deutscher Fußballspieler. Im DDR-Fußball spielte er für Stahl Riesa, BSG Stahl Brandenburg und den BFC Dynamo in der Oberliga, der höchsten Spielklasse. Mit dem BFC wurde Schulz dreimal DDR-Meister und einmal Pokalsieger.

## Fußball-Laufbahn
Mit acht Jahren wurde Schulz in die Kindermannschaft des FC Hansa Rostock aufgenommen. Von 1973 bis 1976 durchlief er die Nachwuchsmannschaften der Betriebssportgemeinschaft (BSG) Post Neubrandenburg, die ihn 1976 in ihre zweitklassige DDR-Liga-Mannschaft übernahm. Nachdem er seine Lehre als Instandhaltungsmechaniker abgeschlossen hatte, wurde Schulz im November 1977 zu einem 18 Monate dauernden Wehrdienst eingezogen und spielte in dieser Zeit bei der Armeesportgemeinschaft Vorwärts Löcknitz Fußball. Mit dieser Mannschaft stieg er 1978 in die drittklassige Bezirksliga Neubrandenburg auf.
Im Frühjahr 1981 wechselte Schulz von der BSG Post Neubrandenburg, für die er 41 Ligaspiele (8 Tore) bestritt, zum Oberligisten Stahl Riesa. Dort kam er noch in den letzten drei Punktspielen als Stürmer zum Einsatz und erzielte am letzten Spieltag sein erstes Oberligator. Riesa musste am Saisonende in die DDR-Liga absteigen und Schulz schaffte trotz des Erreichens der Aufstiegsrunde nicht den direkten Wiederaufstieg mit den Stahlwerkern. Im Sommer 1982 schloss sich Schulz dem DDR-Ligisten Stahl Brandenburg an. 1984 gelang Schulz mit den Brandenburgern den Aufstieg in die Oberliga. Mit 29 Einsätzen in den Ligaspielen und sieben Toren trug er 1,77 m große Mittelfeldspieler wesentlich zu diesem Erfolg bei. In der ersten Brandenburger Oberligasaison fehlte Schulz nur in einem Spiel und war im Mittelfeld der Stahlwerker eine feste Größe. Brandenburg sicherte sich den Klassenerhalt, und in der Oberligasaison 1985/86 knüpfte Schulz nahtlos an seine konstanten Leistungen an. Er absolvierte bis zum Ende der Hinrunde alle 13 Oberligaspiele, in denen er auch mit drei Toren erfolgreich war.
Zu Beginn der Rückrunde sicherte sich der DDR-Meister BFC Dynamo die Dienste des zuverlässigen Mittelfeldakteurs. Zunächst wurde Schulz in der Meisterelf jedoch hauptsächlich als Vorstopper eingesetzt. Auch beim BFC wurde er bis zum Saisonende in allen 13 Punktspielen eingesetzt und konnte sich anschließend mit seinem ersten Meistertitel schmücken. In den beiden folgenden Spielzeiten, in denen der BFC jeweils seinen Meistertitel verteidigte, behauptete Schulz seinen Platz in der Stammelf und wurde nun auch auf seiner gewohnten Position im Mittelfeld eingesetzt. Am 4. Juni 1988 gewann der BFC den DDR-Fußballpokal mit einem 2:0-Sieg über den FC Carl Zeiss Jena. Schulz wurde erst in der 114 Minute eingewechselt, machte aber bereits nach zwei Minuten mit dem Tor zum 2:0 den Berliner Sieg perfekt. Seine letzte Oberligasaison bestritt Schulz beim BFC 1988/89. Inzwischen 30 Jahre alt, kam er nur noch in 14 Punktspielen zum Einsatz, bestritt aber nur noch vier von ihnen über die volle Zeit. Bei der erfolgreichen Pokalverteidigung 1989 war er bereits nicht mehr dabei. Nach 74 Oberligaspielen mit drei Toren sowie sieben Einsätzen im Europapokal der Landesmeister für den BFC Dynamo beendete Michael Schulz im Sommer 1989 im Alter von 31 Jahren seine Laufbahn als Leistungssportler.
Für zwei Spielzeiten war Schulz von 1989 bis 1991 für Stahl Hennigsdorf in der DDR- bzw. in der NOFV-Liga aktiv. Nach der Wiedervereinigung Deutschlands siedelte Schulz nach Nordwestdeutschland um und spielte mit Steffen Baumgart drei Jahre beim niedersächsischen Verbandsligisten SpVg Aurich. Im Anschluss trainierte er unter anderem in Ostfriesland unterklassige Fußballmannschaften in Moordorf und Großefehn.